# دوروثي برنارد
دوروثي برنار (بالإنجليزية: Dorothy Bernard)‏ (25 يونيو 1890 - 14 ديسمبر 1955) ممثلة أمريكية في عصر السينما الصامتة ظهرت في 87 فيلما بين عامي 1908 و 1956.

## روابط خارجية
- دوروثي برنارد على موقع IMDb (الإنجليزية)
- دوروثي برنارد على موقع أول موفي (الإنجليزية)
- دوروثي برنارد على موقع قاعدة بيانات برودواي على الإنترنت (الإنجليزية)
- دوروثي برنارد على موقع قاعدة بيانات الفيلم (الإنجليزية)